# Godin (Gitarrenhersteller)
Godin Guitars ist ein kanadischer Gitarrenhersteller, der seit 1972 in Kanada und den USA in Handarbeit akustische und E-Gitarren herstellt.

## Geschichte
Robert Godin begann im Jahre 1972 in La Patrie in der Provinz Québec seine ersten Gitarren herzustellen. Der Hauptsitz von Godin liegt in Montreal, die Gitarren werden jedoch in sechs Fabriken an vier verschiedenen Standorten gebaut. Drei davon liegen in Québec und eine in New Hampshire.

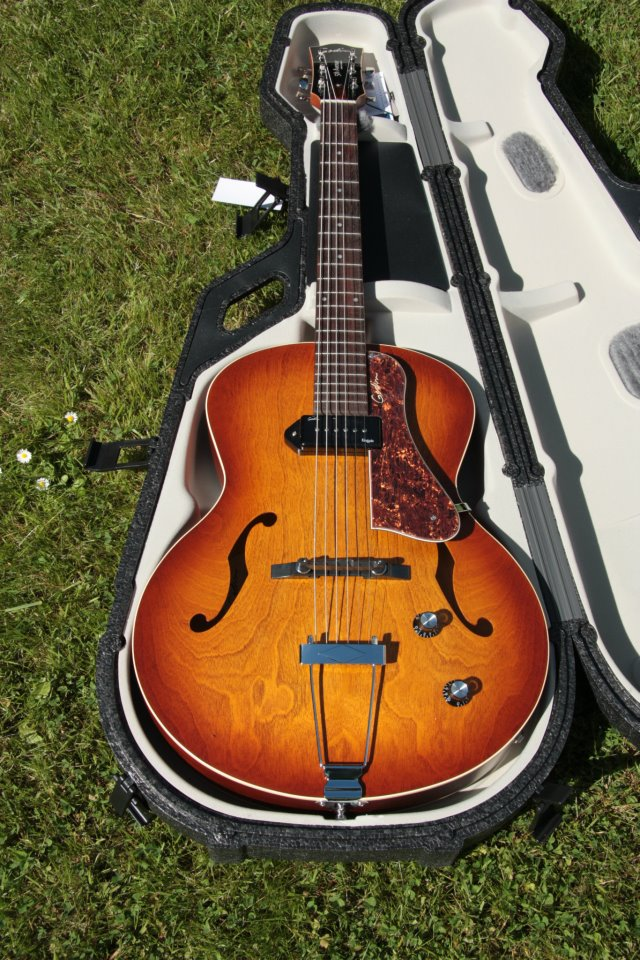
Gitarre von Godin

Godin Guitars produzieren verschiedene Gitarren-Serien unter verschiedenen Namen. Unter Norman, benannt nach der in den späten 1960er Jahren gegründeten und von Godin übernommenen kanadischen Gitarrenbaufirma von Jean-Claude Norman, werden akustische Gitarren der Anfänger- und Mittelklasse gebaut. Art & Lutherie steht für Folk- und Westerngitarren der Einsteigerklasse. Die Simon & Patrick Linie steht für Western-Gitarren im höheren Preissegment. Unter La Patrie werden klassische Gitarren hergestellt. Seagull ist bekannt für akustische Gitarren aus Massivholz von höchster Qualität. Godin selbst steht für E-Gitarren im mittleren bis höheren Preissegment, die wirtschaftlich bedeutendste Serie wird damit unter dem eigenen Namen vertrieben. Das Tonholz stammt ausschließlich aus Nordamerika, vor allem aus dem Nordosten. Viele Modelle besitzen spezielle Synth-Tonabnehmer, die mit dem Piezoeffekt funktionieren und über einen eingebauten Equalizer verfügen. Auch sonst verfügen viele der teureren Gitarren über in die Brücke eingebaute Piezotonabnehmer. Neben diesen technischen Innovationen hat sich Godin einen Namen für qualitativ hochstehende Gitarren unter den Gitarristen gemacht. Die meisten Gitarren haben eine klassische, aber typische Form, die als eine Mischung zwischen Gibson Les Paul und Fender Telecaster beschrieben wurde.
Die Godin-Gitarren haben verschiedene Auszeichnungen gewonnen, unter anderem den Guitar Player Magazine Editor's Pick für die LG, Exit 22 und die Freeway Classic.
Mehrere Gitarristen spielen Instrumente von Godin, unter anderem John McLaughlin, Steve Stevens, Rumesh De Mel, Vinnie Moore und Daniel Puente Encina. Auch unter Sessionmusikern sind die Gitarren von Godin verbreitet.

## Produkte

### Performance Series
- Radiator – Ein einmaliges Design mit einem Pickguard, das den ganzen Korpus bedeckt.
- SD – Ein Mix zwischen einer Fender Stratocaster und einer Gibson Les Paul. Dieses Modell hat ein Pickguard, einen geschraubten Hals und die typische Stratocaster-Tonabnehmeranordnung, jedoch Les Pauls typische Humbucker an der Brücke und die längere Mensur. Der Ton entspricht eher einer Les Paul, wenn auch das Äußere eher an eine Stratocaster erinnert.
- Detour – Eine Heavy-Rock-/Metal-Gitarre mit Solidbody-Double-Cutaway-Design, fester Brücke und zwei Humbuckern. Durch die 24,75-Zoll-Mensur hat die Detour eine sehr gute Bespielbarkeit. Dadurch, dass der Hals vor dem Lackieren mit dem Korpus verschraubt wird, der aus einem Ahorn-Kern und zwei Pappel-Flügeln besteht, hat die Gitarre sehr hohes Sustain.
- Exit 22 – Ähnlich wie die SD, aber mit einer festen Brücke und einem Mahagonikorpus.
- Freeway Series – Das neuste Modell der Performance-Linie. Eine Blues-/Rock-Gitarre mit vielen technischen Innovationen wie MIDI, Synth-Tonabnehmer und festem oder Floyd-Rose-Tremolo.
- LG – Eine Mahagonigitarre mit fester Brücke. Sie ist entweder mit Seymour-Duncan-P90- oder mit Godin-Tonabnehmern erhältlich.
- Solidac/XTSA – Beide Gitarren verfügen durch die konventionellen Tonabnehmer über den klassischen E-Gitarren-Sound, aber durch die Piezotonabnehmer auch über den Klang einer Halbresonanzgitarre. Die Gitarren dieser Serie sind technologisch auf dem höchsten Stand, die XTSA verfügt über ein MIDI-Ausgang.
- Freeway Bass – Der einzige Bass, der von Godin hergestellt wird. Mit aktiver Elektronik und vier oder fünf Saiten.

### Signature Series
- LG Signature – Ähnlich wie die Performance Series LG, aber mit geflammter Decke und Seymour Duncan Humbuckern.
- LGXSA/LGXT – Entspricht der LG Signature, hat aber Piezo- und MIDI-Tonabnehmer und ein Tremolo.
- Montreal – Halbresonanzgitarre mit optionalen Piezotonabnehmern. Im Gegensatz zu anderen Godins, die sich vor allem an Rockgitarristen richten, ist die Montreal eher für Jazz- und Bluesgitarristen geeignet.
- Multiac Jazz – Eine Halbresonanzgitarre mit MIDI-Tonabnehmer und einem Mini-Humbucker am Steg. Der Klang der beiden Tonabnehmer lässt sich kombinieren und eröffnet damit völlig neue Möglichkeiten. Die Gitarre ist voller technischer Innovationen.

### Multiac und A Series
Eine Mischung zwischen elektrischer und akustischer Gitarre. Der Korpus ist dünner als bei klassischen akustischen Gitarren und sie besitzen MIDI-Tonabnehmer. Sie sind mit Nylon- oder Stahlsaiten ausgerüstet. Godin ist die einzige Firma, die MIDI-Tonabnehmer als eine Option anbietet.

### Glissentar
Die Glissentar ist ein einzigartiges Godin-Design. Sie besitzt elf Nylonsaiten und einen Hals ohne Bünde. Die höheren fünf Saiten (A-D-G-H-E) sind wie ähnlich wie bei einer zwölfsaitigen Gitarre paarweise vorhanden, gleichklingend (nicht oktaviert), die tiefe E-Saite einzeln. Die Glissentar richtet sich an Gitarrenspieler, die nicht-westliche Einflüsse in ihre Musik einbringen wollen.